# Otto Ites
Otto Ites (5 de fevereiro de 1918 - 2 de fevereiro de 1982) foi um comandante de U-Boots alemão que serviu na Kriegsmarine durante a Segunda Guerra Mundial.

## Carreira militar

### Patentes
| Offiziersanwärter    | 3 de abril de 1936     |
| Seekadett            | 10 de setembro de 1936 |
| Fähnrich zur See     | 1 de maio de 1937      |
| Oberfähnrich zur See | 1 de julho de 1938     |
| Leutnant zur See     | 1 de outubro de 1938   |
| Oberleutnant zur See | 1 de outubro de 1940   |
| Kapitänleutnant      | 1 de abril de 1943     |

### Condecorações
| Cruz de Ferro 2ª Classe            | 27 de outubro de 1939   |
| Badge de Guerra dos U-Boot 1939    | 21 de dezembro de 1939  |
| Cruz de Ferro 1ª Classe            | 25 de fevereiro de 1940 |
| Cruz de Cavaleiro da Cruz de Ferro | 28 de março de 1942     |

### Patrulhas
|       | U-Boot | Partida                 | Partida     | Chegada               | Chegada     | Dias     | Toneladas |
| ----- | ------ | ----------------------- | ----------- | --------------------- | ----------- | -------- | --------- |
| 1     | U-146  | 17 de junho de 1941     | Kiel        | 14 de julho de 1941   | Kiel        | 28 dias  | 3,496     |
| 2     | U-146  | 26 de julho de 1941     | Kiel        | 11 de agosto de 1941  | Kiel        | 17 dias  |           |
| 3     | U-94   | 2 de setembro de 1941   | St. Nazaire | 15 de outubro de 1941 | Kiel        | 44 dias  | 29,319    |
| 4     | U-94   | 12 de janeiro de 1942   | Kiel        | 30 de janeiro de 1942 | St. Nazaire | 19 dias  |           |
| 5     | U-94   | 12 de fevereiro de 1942 | St. Nazaire | 2 de abril de 1942    | St. Nazaire | 50 dias  | 21,809    |
| 6     | U-94   | 4 de maio de 1942       | St. Nazaire | 23 de junho de 1942   | St. Nazaire | 51 dias  | 30,280    |
| 7     | U-94   | 3 de agosto de 1942     | St. Nazaire | 28 de agosto de 1942  | Afundado    | 26 dias  |           |
| Total | Total  | Total                   | Total       | Total                 | Total       | 235 dias | 84 904 t  |

### Sucessos
- 15 navios afundados num total of 76,882 GRT
- 1 navio danificado tendo 8,022 GRT

| Data                    | U-Boot | Nome da Embarcação              | Toneladas | Nacionalidade |         |
| ----------------------- | ------ | ------------------------------- | --------- | ------------- | ------- |
| 28 de junho de 1941     | U-146  | Pluto                           | 3 496     | finlandês     |         |
| 15 de setembro de 1941  | U-94   | Empire Eland                    | 5 613     | britânico     | ON-14   |
| 15 de setembro de 1941  | U-94   | Newbury                         | 5 102     | britânico     | ON-14   |
| 15 de setembro de 1941  | U-94   | Pegasus                         | 5 762     | grego         | ON-14   |
| 1 de outubro de 1941    | U-94   | San Florentino                  | 12 842    | britânico     | ON-19   |
| 24 de fevereiro de 1942 | U-94   | Empire Hail                     | 7,005     | britânico     | ON-66   |
| 9 de março de 1942      | U-94   | Cayrú                           | 5 152     | brasileiro    |         |
| 11 de março de 1942     | U-94   | Hvoslef                         | 1 630     | noruguês      |         |
| 25 de março de 1942     | U-94   | Imperial Transport (danificado) | 8 022     | britânico     | ON-77   |
| 12 de maio de 1942      | U-94   | Cocle                           | 5 630     | panamenho     | ONS-92  |
| 13 de maio de 1942      | U-94   | Batna                           | 4 399     | britânico     | ONS-92  |
| 13 de maio de 1942      | U-94   | Tolken                          | 4 471     | sueco         | ONS-92  |
| 5 de junho de 1942      | U-94   | Maria da Gloria                 | 320       | português     |         |
| 10 de junho de 1942     | U-94   | Empire Clough                   | 6 147     | britânico     | ONS-100 |
| 10 de junho de 1942     | U-94   | Ramsay                          | 4 855     | britânico     | ONS-100 |
| 11 de junho de 1942     | U-94   | Pontypridd                      | 4 458     | britânico     | ONS-100 |
| Total                   | Total  | Total                           | 84 904    |               |         |